# Pentapleura pumilio
Pentapleura pumilio är en stekelart som först beskrevs av Christian Gottfried Daniel Nees von Esenbeck 1812.  Pentapleura pumilio ingår i släktet Pentapleura och familjen bracksteklar. Arten är reproducerande i Sverige. Inga underarter finns listade i Catalogue of Life.